# Pedro (film, 1942)
Pour les articles homonymes, voir Pedro.
Pour plus de détails, voir Fiche technique et Distribution.
Pedro ou Pédré le petit avion au Québec est un court métrage d'animation américain, sorti initialement le 24 août 1942 en Argentine comme une séquence de Saludos Amigos puis seul le 13 mai 1955. Il a été réalisé par Hamilton Luske et produit par les studios Disney.

## Synopsis
Pedro, un jeune avion décide de remplacer son père malade dans la distribution de courrier au-delà des Andes...

## Fiche technique
- Titre original : Pedro
- Autres titres[3] :
  -  Suède : Lille Pedros flygäventyr
- Réalisateur : Hamilton Luske
- Effets spéciaux : Ub Iwerks
- Producteur : Walt Disney
- Société de production : Walt Disney Productions
- Distributeur : RKO Radio Pictures
- Date de sortie :
  - Première mondiale : 24 août 1942 en Argentine au sein de Saludos Amigos
  - Première aux États-Unis : 6 février 1943[1] au sein de Saludos Amigos
  - Sortie cinéma seul : 13 mai 1955[2]
- Format d'image : Couleur (Technicolor)
- Son : Mono (RCA Sound System)
- Durée : 7 minutes
- Langue : Anglais
- Pays :  États-Unis

## Voix françaises

### 1erdoublage (1947)
- René-Marc : le narrateur

### 2edoublage (1990)
- Hervé Jolly : le narrateur
- Daniel Gall : la radio

### 3edoublage (2004)
- Philippe Catoire : le narrateur
- Xavier Fagnon : la radio

## Voix québécoises (2000)
- Mario Fraser[4] : Narrateur

## Commentaires
La séquence Pedro a été réalisée par Hamilton Luske d'après une histoire de Joe Grant et Dick Huemer. Son origine serait due au grand nombre d'heures passées à voler entre les différents points du voyage.
Mais, pour Luske, habitué aux longs métrages comme Blanche-Neige et Pinocchio et aidé sur ce film par des animateurs de renom tels que Bill Tytla et Fred Moore, la réalisation de ce court métrage humanisant un avion est une défi qu'il ne semble pas, selon Barrier, avoir réussi. Ainsi, alors que le film comporte de nombreux gags légers, le public est surtout orienté vers le côté sentimental et attendrissant de l'histoire.
Grant explique que Pedro est le premier d'un nouveau genre de personnages, celui « des objets mécaniques non pensants qui parviennent à gagner notre sympathie » par des caractères anthropomorphiques. Sean Griffin parle « d'objets inanimés humanisés. » Grant le rapproche du héros de Petit Toot (1948) et, après avoir généralisé en citant Llyod Morris sur l'importance sociologique et ethnologique de l'usage d'objets animés et pensants pour la vision de la société d'alors, il ajoute que Pedro est l'un de ces charmants personnages de machine-être humain. Mais on peut remarquer que les Silly Symphonies comportent déjà des personnages de ce type avec, par exemple, les jouets mécaniques animés de Midnight in a Toy Shop (1930) et The Clock Store (1931). On peut aussi ajouter Casey Junior, qui apparaît dans plusieurs productions des années 1940 et est aussi une machine anthropomorphique.
On peut remarquer qu'IMDb le référence comme sorti en 1943, oubliant les autres éditions.